# Bureau du Tibet (Paris)
Le Bureau du Tibet de Paris, un des bureaux de la représentation officielle du 14e dalaï-lama et du gouvernement tibétain en exil, est chargé par le ministre des relations internationales du gouvernement tibétain en exil de la France, la péninsule Ibérique, le Maghreb et le Benelux (sauf la Belgique). Fondé en septembre 1992,, il fait office d'ambassade.

## Activités
Le Bureau est chargé de la préparation des séjours du dalai-lama et des responsables du gouvernement en exil, de promouvoir la culture, la religion et la langue tibétaines, de soutenir les Tibétains vivant en Europe et au Maghreb, et de promouvoir la cause du Tibet au niveau international.
Peu après la fondation du Bureau du Tibet de Paris en septembre 1992, François Mitterrand, alors président de la République française, recevait le dalaï-lama en privé  à l'Élysée le 16 novembre 1993. 
Tous les ans, le Bureau du Tibet organise la célébration de l'anniversaire du dalaï-lama. 
Depuis 1996, le Bureau du Tibet édite Actualités Tibétaines, un magazine trimestriel.
Le 20 octobre 2003, le dalaï-lama est reçu par Bertrand Delanoë, alors maire de Paris, à l'Hôtel de ville de Paris. 
En mars 2015, le Bureau du Tibet de Paris demandait de soutenir la « Déclaration de Paris sur le combat pour la liberté du peuple Tibétain » soutenant l’approche de la « Voie Médiane » pour résoudre le conflit sino-tibétain du 14e dalaï-lama qui demande une véritable autonomie pour les Tibétains en Chine.
Le Bureau du Tibet de Paris est aussi utilisé pour les élections des Tibétains en exil .
Bernadette Sauvaget, journaliste à l'hebdomadaire protestant Réforme, voit dans le Bureau du Tibet de Paris « une sorte d'ambassade officieuse pour l'Europe occidentale »

## Liste des représentants
- Dawa Thondup : septembre 1992[13]-1997
- Kunzang Yuthok : février 1997-2001[14]
- Tashi Phuntsok : septembre 2001 - novembre 2005
- Jampal Chosang : 27 février 2006-2009[15]
- Tashi Wangdi : janvier 2009[16]-17 décembre 2010
- Ngodup Dorjee : 17 décembre 2010 -2014[17]
- Tseten Samdup Chhoekyapa : 1er octobre 2014-25 août 2016
- Tashi Phuntsok : 25 août 2016 -  16 mai 2022[18]
- Rigzin Choedon Genkhang  : 16 mai 2022 - [19]

## Liste des secrétaires
En 1993, Wangpo Bashi rejoint le Bureau du Tibet de Paris, et est nommé secrétaire du gouvernement tibétain en exil en 1995
. Il est remplacé le 25 août 2011 par Tsering Dhondup.